# تنكيني

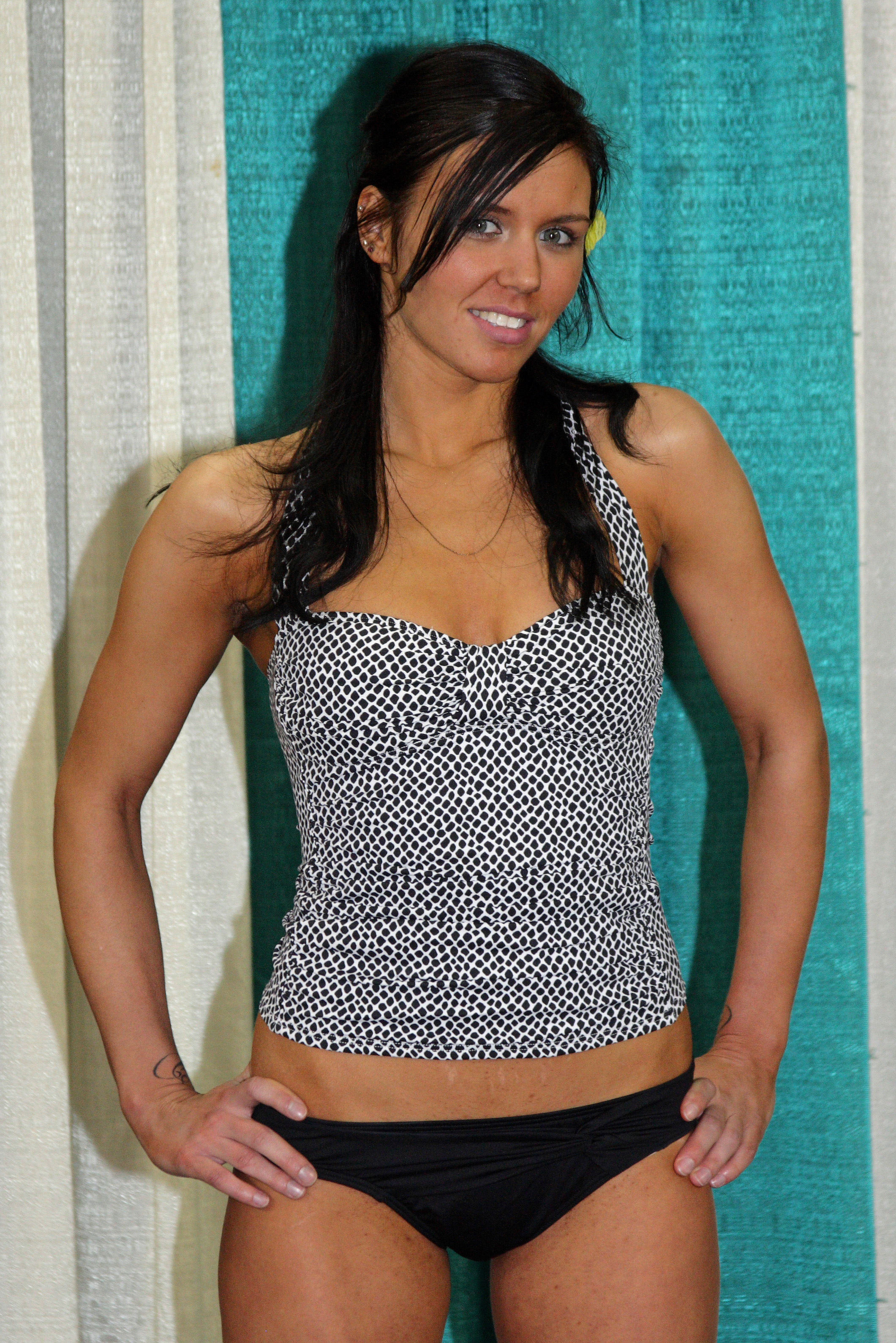

التَّنكيني بدلة سباحة تجمع بين قميص بلا أكمام، معظمه مصنوع من ألياف لدنة وقطن أو ليكرا ونايلون، وجزء سفلي من البكيني طرح في أواخر التسعينيات. يعد البعض أن هذا النوع من ملابس السباحة يوفر احتشامًا أقرب إلى البدلة المكونة من قطعة واحدة مع الراحة التي توفرها البدلة المكونة من قطعتين، حيث لا يلزم خلع البدلة بأكملها من أجل استخدام المرحاض. تأتي تنكيني في مجموعة متنوعة من الأنماط والألوان والأشكال، وبعضها يتضمن ميزات مثل حمالات الصدر المدمجة التي تعمل بالضغط. وهي تحظى بشعبية خاصة باستخدام ملابس سباحة للأطفال